# جمعه سیاه (فیلم ۲۰۲۱)
جمعه سیاه (به انگلیسی: Black Friday) یک فیلم کمدی ترسناک آمریکایی محصول سال ۲۰۲۱ به کارگردانی کیسی تبو از فیلمنامه‌ای به قلم اندی گرسکوویاک است. در این فیلم دوون ساوا، ایوانا باکرو، رایان لی، مایکل جای وایت و بروس کمپبل از بازیگران اصلی هستند.

## تولید
فیلمبرداری این اثر در ۱۶ نوامبر سال ۲۰۲۰ آغاز و در ۱۶ دسامبر سال ۲۰۲۰ در شهر بوستون به پایان رسید.